# Xylosma ruiziana
Espèce
Synonymes
- Xylosma ruizianum Sleumer[2]

Statut de conservation UICN

 DD  : Données insuffisantes
Xylosma ruiziana est une espèce de plantes à fleurs du genre Xylosma de la famille des Salicaceae.